# Südküste der Eckernförder Bucht und vorgelagerte Flachgründe
Südküste der Eckernförder Bucht und vorgelagerte Flachgründe este o arie protejată (arie specială de conservare — SAC, sit de importanță comunitară — SCI) din Germania întinsă pe o suprafață de 8.238 ha, integral pe uscat.

## Localizare
Centrul sitului Südküste der Eckernförder Bucht und vorgelagerte Flachgründe este situat la coordonatele 54°29′23″N 10°07′39″E / 54.4897°N 10.1275°E.

## Înființare
Situl Südküste der Eckernförder Bucht und vorgelagerte Flachgründe a fost declarat sit de importanță comunitară în septembrie 2004 pentru a proteja 3 specii de animale. Situl a fost protejat și ca arie specială de conservare în ianuarie 2010.

## Biodiversitate
Situată în ecoregiunea continentală, aria protejată conține 18 habitate naturale: Bancuri de nisip acoperite în permanență slab de apă marină, Lagune de coastă, Golfuri mici largi și golfuri puțin adânci, Recifuri, Vegetație anuală la limita mareei, Vegetație perenă pe țărmurile stâncoase, Faleze cu vegetație de pe coastele atlantice și baltice, Pășuni atlantice udate de apa mării (Glauco-Puccinellietalia maritimae), Dune mobile cu vegetație embrionară, Dune mobile de-a lungul țărmului cu Ammophila arenaria („dune albe”), Dune de coastă fixe cu vegetație erbacee („dune gri”), Dune împădurite din regiunile atlantică, continentală și boreală, Depresiuni intradunale umede, Lacuri eutrofice naturale cu vegetație de tip Magnopotamion sau Hydrocharition, Păduri de fag Luzulo-Fagetum, Păduri de fag Asperulo-Fagetum, Păduri pe pante, grohotișuri și ravene de Tilio-Acerion, Păduri acidofile de stejar bătrân cu Quercus robur pe câmpii nisipoase.
La baza desemnării sitului se află mai multe specii protejate:
- mamifere (1): marsuin (Phocoena phocoena)
- nevertebrate (2): Vertigo angustior, Vertigo moulinsiana

Pe lângă speciile protejate, pe teritoriul sitului au mai fost identificate 1 specie de amfibieni, 1 specie de reptile.